# 욤
욤(히브리어: יום)은 구약성서에 나타나는 히브리어 단어로 "날"을 의미한다. 아랍어에는 이와 동일한 뜻을 가진 단어인 '욤'(아랍어: يوم, yawm, yōm)이 존재한다. 

## 개요
욤은 주로 "날"이라는 뜻으로 번역되어 사용되지만 욤이라는 단어는 여러 가지 문자적 정의를 가지고 있다:
- 빛의 기간 (어둠의 기간과 대조적)
- 일반적인 시간
- 시간의 지점
- 일출에서 일몰까지
- 일몰에서 다음 일몰까지
- 1년 (복수형으로 사용됨: 삼상 27:7; 출 13:10)
- 불특정한 기간
- 길고 정해진 기간 (시대, 기간, 계절)

## 같이 보기
- 지구의 나이
- 창조과학
- 창조연대
- 지적설계
- 창조설
- 젊은 지구 창조설
- 오랜 지구 창조설
- 유신진화론
- 한국창조과학회

## 참고 문헌
- Gleason L. Archer, Encyclopedia of Bible Difficulties, pages 51-53, 60–61, Baker 1982
- Norman L. Geisler, Baker Encyclopedia of Christian Apologetics, page 271, Zondervan 1999